# Hadennia mysalis
Hadennia mysalis är en fjärilsart som beskrevs av Walker 1859. Hadennia mysalis ingår i släktet Hadennia och familjen nattflyn. Inga underarter finns listade i Catalogue of Life.